# شهادة الدراسات المعمقة

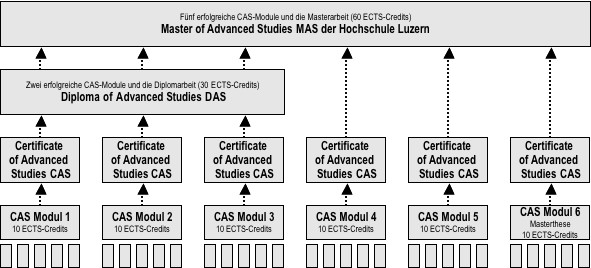
شهادة الدراسات المعمقة

شهادة الدراسات المعمقة (بالفرنسية: Diplôme d'Etudes Approfondies وبالإنجليزية:Master of Advanced Studies) تختصر عادة ب DEA وتنطق بالفرنسية (ديه أُ آ)، كانت شهادة «ماجستير بهدف البحث» حسب النظام الفرنسي للتعليم الجامعي، وكانت مدة الدراسة لاحرازها من سنة إلى سنتين، يشترط على الطلبة للقبول فيها احرازهم المسبق لشهادة الإجازة أو الليسانس (Licence مدتها اربع سنوات أو مايعادلها كشهادة البكالوريوس).
باشر نظام التعليم العالي الفرنسي بالغاء شهادة الدراسات المعمقة منذ عام 2002 لتحل محلها شهادة الماجستير بهدف البحث، حيث اختفت الأولى نهائياً عام 2006.
تتبع غالبية الجامعات في الدول الفرانكوفونية (أي التي ترتبط ثقافتها باللغة الفرنسية بشكل أو بآخر) النموذج الفرنسي للتعليم الجامعي. من هذه الدول سويسرا، وبلجيكا، وبعض المناطق الكندية، وتونس، والمغرب، والجزائر وغيرها. يختلف النموذج الفرنسي للتعليم الجامعي بمسمياته للدرجات الجامعية عن النموذج الإنجليزي والألماني كالاتي:
| فرنسي                          | إنجليزي     | ألماني       |
| ------------------------------ | ----------- | ------------ |
| الإجازة                        | البكالوريوس | لا يوجد      |
| الماجستير / ماجستير بهدف البحث | الماجستير   | ديبلوم(تخصص) |
| الدكتوراة                      | الدكتوراة   | الدكتوراة    |

نجد أحيانا في الجامعات الفرانكوفونية تقسيمات أخرى مجزأة جدا للمراحل الجامعية كالتالي:الدبلوم العام مدته سنتان، ثمّ الليسانس لمدة سنة، ثمّ المتريز مدته سنة، ثمّ الماجستير مدته من سنة إلى سنتين، ثمّ الدكتوراة من ثلاث إلى خمس سنوات.
يجدر بالذكر أن هنالك اتفاقية حديثة العهد بين الجامعات الأوروبية تسمى باتفاقية بولونيا وتهدف هذه الاتفاقية لتوحيد النظم والمسيات الجامعية في أوروبا، لتسهيل عملية الاعتراف بالشهادات والانتقال للطلبة الأوروبيون.

## مواضيع مشابهة
- شهادة الدراسات الجامعية العامة